# Barichneumonites manduris
Barichneumonites manduris là một loài tò vò trong họ Ichneumonidae.